# YU grupa
YU grupa je jugoslovenska i srpska rok grupa iz Beograda.

## Istorija benda

### 1970—1981.
Osnovali su je u jesen 1970. godine braća Dragi i Žika Jelić, u to vreme već iskusni muzičari iz bendova iz 1960ih: „Albatrosi“, „Alasi“, „Beduini“, „Siluete“, „Džentlmeni“, kao i Miodrag Okrugić (orgulje) i Velibor Bogdanović (bubnjevi). Ime YU grupe su zapravo odabrali obožavaoci na koncertu u Beogradu, prethodni naziv benda je bio Idejni posed. Novembra 1970, na njihovom koncertu u klubu Sinagoga u Zemunu, disk džokej Zoran Modli je pitao publiku da predloži ime za bend. Za rođendan grupe su odabrali 29. novembar (Dan republike u SFRJ) i svake godine su ga proslavljali koncertom u beogradskom Domu sindikata.
Prva pesma benda, „Nona“, snimljena je krajem decembra. Pesma je inspirisana narodnom muzikom sa Kosova, čime YU grupa postaje jedan od pionira takozvanog etno-roka, kombinujući rok i elemente narodne folk muzike. Njihov prvi veliki koncert je u organizaciji šahovskog majstora Nikole Karaklajića i novinara Pece Popovića, urednika Radio Beograda i emisije Veče uz radio. Koncert je održan u pozorištu Dadov 21. 1. 1971. Tokom godine održali su veliki broj koncerata, uglavnom u Srbiji. Snimaju četrnaest pesama za potrebe Radio Beograda, deo tih pesama je kasnije objavljen na vinil singlovima. Sve kopije njihovog prvog singla „Nona“ prodate su odmah nakon objavljivanja, ali PGP RTB je odbio da objavi novi broj primeraka, i tako YU grupa prelazi u Jugoton. Bend nastupa na festivalu Beogradsko proleće s pesmom „Tajna“. Pesme „Drveni most“, „Mali Medved“ i „Mala Džoj“ su dobro prihvaćene na svim njihovim koncertima. Leto provode na nastupima u prestižnom klubu Lanterna u Rovinju. Nakon toga Okrugić (kasnije formirao bend Opus) napušta grupu, dok se gitarista Miodrag „Bata“ Kostić pridružio bendu (prethodno Terusi). Kostić je prethodno bio uključen u rad benda, pisao je neke od pesama. Dragi Jelić i Kostić su bili gitarski duo, a Kostić je nastavio da piše hitove u folk stilu. U martu 1972. bend je otišao na turneju po Bugarskoj, tokom koje su održali četrdeset koncerata. S obzirom na činjenicu da je emisija Veče uz radio imala kultni status u Bugarskoj, publika je znala sve njihove pesme, ali jedan deo tamošnje javnosti bio je šokiran njihovim izgledom. Nakon što su se vratili u Jugoslaviju, nastupaju na rok večeri Beogradskog prolećnog festivala, u dvorani Doma sindikata zajedno sa Korni grupom, Time i Mladi Levi. Zatim YU grupa nastavlja kao trio (Kostić i Bogdanović napustili grupu), ostaju braća Jelić i Ratislav „Raša“ Đelmaš, kao novi bubnjar. Sledećih nekoliko godina nastupaju po celoj Jugoslaviji, gde dobijaju nove obožavaoce u Sloveniji i Hrvatskoj. U to vreme, klavijaturista Tihomir „Pop“ Asanović je postao novi član, a februara 1973. YU grupa odlazi u London gde imaju koncert i snimaju jedan demo. Vraćaju se u Jugoslaviju kako bi održali koncert u beogradskoj Hali sportova, i drže visoku poziciju na jugoslovenskoj rok sceni, bend je odbacio karijeru u Engleskoj. U leto 1973. izdaju svoj debi istoimeni album. Album je doneo i brojne hitove u bluz stilu: „More“, „Trka“, „Čudna šuma“, kao i kultnu baladu „Crni leptir“. U novembru Kostić se vratio u bend. Sa pesmom „Kosovski božuri“, nastupaju na Boom pop festu u Ljubljani (Dvorana Tivoli, 1973. godine).
Početkom 1974, YU grupa izdaje svoj drugi studijski album „Kako to da svaki dan?“. Album je muzički raznolikiji, ali nema brojnih hitova kao prethodni. 9. novembra učestvovali su na Skopskom festivalu, gde su izveli pesmu "Neda". Na kraju godine, Dragi Jelić je otišao na odsluženje vojnog roka u JNA. Godine 1975, najbolji jugoslovenski gitaristi sudeluju na koncertu Kongres rok majstora, na kojem su bili Žika Jelić i Đelmaš. Dragi se vratio u junu 1975, a Kostić je napustio bend ponovo. Iste godine izdali su treći album (takođe pod imenom YU Grupa), na kome se izdvajaju hitovi „Oprosti ljubavi, „Novi zvuk“ i „Ja moram dalje“. U septembru 1976. je pušten kompilacijski album YU Zlato, na kojem se nalaze njihove singl pesme. Na Boom festivalu, u Beogradu, nastupaju sa pesmom „Sama“. Tokom iste godine, Đelmaš je napustio bend i formirao grupu Zebra. Dragan Micić je zamenio Đelmaša, a na kraju 1976, gitarista Nedžat Maculja se pridružio bendu. Godine 1977, otišli su na turneju u Sovjetski Savez, tokom koje su održali preko šezdeset koncerta. Iste godine, izdali su svoj četvrti studijski album „Među zvezdama“. Godine 1978, YU grupa izvodi na festivalu u Opatiji (Veče rock muzike) pesmu „Spali svoja sećanja“. Na kraju 1978, Kostić je ponovo postao član benda, a takođe i Dragoljub Đuričić (bubnjevi) i bivši član grupe Zdravo Dragan Janković (klavijature). Ova postava je održala još jednu turneju u Sovjetskom Savezu.
Sledeći album Samo napred, objavljen je 1979, najpoznatije pesme su „Identitet, „Udaj se dobro“, „Ideš mi na nerve“ i „Autobus za raj“. Na albumu su gosti poznati muzičari Laza Ristovski, Bebi Dol i Slađana Milošević. U vreme velike popularnosti novog talasa bendova u Jugoslaviji početkom 1980ih, kao i velike popularnosti YU Grupe, dolazi do iznenadnog povlačenja grupe sa scene. Naime krajem 1981, njihov kombi s delom muzičke opreme je izgoreo, a Žika Jelić se povredio u požaru. Nakon ovog incidenta, članovi YU grupe odlučuju da završe svoju aktivnost. Braća Jelić su počeli da rade kao koncertni organizatori, Đuričić je postao član grupe Leb i sol a Miodrag Kostić radi kao urednik u Radio Beogradu.

### 1987—danas
Na kraju 1980ih, grupa Bijelo Dugme ima ogroman uspeh sa svojim pesama u etno-rok stilu, a vođa Goran Bregović je predložio braći Jelić da ponovo YU grupa započne sa radom. Iako su povremeno radili tokom prve polovine 1980-ih, YU grupa se zvanično okupila 1987. godine. Izdali su svoj povratnički album „Od zlata jabuka“, sa istoimenom naslovnom pesmom koja postaje glavni hit. YU grupa nastupa na koncertu Legende YU Roka, zajedno uz Indexe, Korni grupu, Time i Radomira Mihajlovića Točka. Na albumu uživo su puštene pesme „Čudna šuma“, „U tami disko kluba“, „Crni leptir“, „Nona“, „Kosovski božuri“ i „Sama“. Novembra 1988, bend je objavio „Ima nade“. Najveći hitovi na albumu su bili „Mornar“, kao i kultna balada „Dunavom šibaju vetrovi“. Posle toga je usledio album „Tragovi“, snimljen s Đelmašem na bubnjevima još jednom, i sa Sašom Loknerom i Nikolom Čuturilom kao gostima.
Na 22. rođendan, bend je dobio novog člana, Petra Jelića, koji je nećak Dragog i Žike. Nova postava je objavila album „Rim“ 1994. godine. Album je sniman u Italiji, a producirao ga je Dragi Jelić i Mario Zaninni Quirini. Album je doneo nove hitove „Odlazim“, „Oluja“, „Dunav“, „Gledaj Samo Pravo“. Tokom kasnih 1990-ih, bend retko nastupa u Jugoslaviji.
Godine 2005, Igor Malešević (bivši član Bjesova) postaje novi bubnjar. YU grupa je objavila svoj najnoviji studijski album simboličnog naziva „Dugo znamo se“. Album je uglavnom orijentisan ka hard rok stilu. Tekst za pesmu „Pustinja" je napisala Bebi Dol, a tekst za „Bože, spasi me“ i „Tango“ napisao je frontmen Van Goga Zvonimir Đukić Đule. Album je bio generalno dobro primljen, i doneo je hitove „Pustinja“, „Zamoliću te“, „Bože, spasi me“ i „Tango“. Godine 2007, bend je izdao svoj prvi službeni album uživo „Live“. Neke od pesama sa albuma su zabeležene 1996. u Studiju M u Novom Sadu, na kojem učestvuje Kornelije Kovač. Godine 2008, bubnjar Slobodan Jurišić zamenio je Maleševića. Tokom 2009, Croatia Records je objavio dvostruki kompilacijski album „The Ultimate Collection“, na kojem se nalazi 35 pesama iz razdoblja od 1972. do 1977. Od Oktobra 2015, bend radi na novom albumu, koji će biti objavljen do kraja godine. Novembra 2015, posle 10 godina diskografske pauze, objavili su singl „Panika“.

## Uticaj
Muzičari koji su, prema vlastitim rečima, bili pod uticajem YU grupe su i bivši gitarista Bijelog Dugmeta Goran Bregović, Alen Islamović, Dušan Kojić Koja iz Discipline kičme (koji je obradio pesmu „Čudna šuma“ na njihovom albumu 1986. „Svi za mnom!“), kantautor i bivši član Riblje čorbe Nikola Čuturilo i članovi benda Jarboli. Drugi muzičari koji su pohvalili rad grupe su Kornelije Kovač, Ljuba Ninković (S vremena na vreme), Radomir Mihajlović Točak, Vlatko Stefanovski i Zdenka Kovačiček.
U knjizi YU 100: najbolji albumi jugoslovenske Rok i pop muzike se nalaze dva albuma YU grupe: YU Zlato (rangiran na 57 mestu) i YU grupa (rangiran na 62 mestu).
O grupi je reditelj Darko Lungulov snimio dokumentarni film Ju grupa — trenutak sna (2023).

## Diskografija

### Studijski albumi
- grupa (Jugoton, 1973)
- Kako to da svaki dan? (Jugoton, 1974)
- grupa (Jugoton, 1975)
-YU zlato (Jugoton, 1976)
- Među zvezdama (Jugoton, 1977)
- Samo napred... (PGP RTB, 1979)
- Od zlata jabuka (ZKP RTLj, 1987)
- Ima nade (PGP RTB, 1988)
- Tragovi (PGP RTB, 1990)
- Rim 1994 (PGP RTS, 1995)
- Dugo znamo se (PGP RTS, 2005)
- Evo stojim tu (PGP RTS, 2016)

### Uživo
- Live (PGP RTS, 2007)

### Singlovi
- Nona / Tatica (PGP RTB, 1971)
- Bio jednom jedan pas / Mali medved (Jugoton, 1972)
- U tami disko kluba / Kosovski božuri (Jugoton, 1972)
- Šta će meni vatra / Spusti glavu (Jugoton, 1973)
- Drveni most / Živi pesak (Jugoton 1974)
- Sama / Trka (Jugoton, 1975)
- Osveta / Oprosti ljubavi (Jugoton, 1976)
- 3 do 6 / Tačno u podne (Jugoton, 1976)
- Opasno / Budi sa mnom (Jugoton, 1978)
- Identitet / Ideš mi na nerve (Jugoton, 1979)

## Literatura
- Janjatović, Petar (2003). Ex YU rock enciklopedija. Beograd: Čigoja štampa.  137175308.

## Spoljašnje veze
- Zvanična prezentacija Архивирано на веб-сајту  (7. мај 2013)
- Diskografija YU grupe na sajtu Discogs
- Žika Jelić - intervju („Pravoslavlje“, broj 992, 15. jul 2008)
- Intervju sa Dragim Jelićem za Balkanrock.com
- Spektakl za pamćenje: YU Grupa proslavila 50 godina karijere (B92, 11. septembar 2022)
- „Ju grupa” nadživela zemlju po kojoj je dobila ime („Politika”, 27. februar 2023)